# Hejkal
Hejkal ist ein tschechoslowakischer Märchenfilm von Regisseur Pavel Kraus, gedreht im Jahr 1978. Er basiert auf dem gleichnamigen Märchen von Karel Čapek. 1986 erfolgte die Synchronisation des Fernsehfilmes ins Deutsche und eine Erstausstrahlung im Fernsehen der DDR.

## Handlung
Der Waldgeist Hejkal möchte gern ein Mensch sein. Mit Unterstützung seiner klugen Gevatterin wird aus ihm ein Schornsteinfeger, der den dummen König überlistet und sich in ein Bauernmädchen verliebt.

## Besetzung
- Zdeněk Řehoř: Hejkal
- Dagmar Veškrnová: Gevatterin
- Iva Janžurová: Vavrova
- Bohuslav Čáp: Vavrov
- Lubomír Lipský: Alfonz
- Svatopluk Beneš: Prinz
- Hana Houbová: Kmonickova
- Oldřich Velen: Dejmek
- Ivo Livonec: Jagdaufseher
- Viktor Maurer: Lackey